# Чемпіонат НДР з хокею 1976—1977
Чемпіонат НДР з хокею 1977 — чемпіонат НДР, чемпіоном став клуб СК «Динамо» (Берлін) 5-й титул.

## Таблиця
| М  | Команда               | І  | Пер | Н | Пор | Ш     | О  |
| -- | --------------------- | -- | --- | - | --- | ----- | -- |
| 1. | СК «Динамо» (Берлін)  | 10 | 5   | 2 | 3   | 44:47 | 12 |
| 2. | «Динамо» (Вайсвассер) | 10 | 3   | 2 | 5   | 47:44 | 8  |

Скорочення: М = підсумкове місце, І = ігри, Пер = перемоги, Н = нічиї, Пор = поразки, Ш = закинуті та пропущені шайби, О = набрані очки

## Матчі
- СК «Динамо» (Берлін) — «Динамо» (Вайсвассер) 8:3
- СК «Динамо» (Берлін) — «Динамо» (Вайсвассер) 0:8
- СК «Динамо» (Берлін) — «Динамо» (Вайсвассер) 6:3
- СК «Динамо» (Берлін) — «Динамо» (Вайсвассер) 5:2
- СК «Динамо» (Берлін) — «Динамо» (Вайсвассер) 5:5
- СК «Динамо» (Берлін) — «Динамо» (Вайсвассер) 3:5
- СК «Динамо» (Берлін) — «Динамо» (Вайсвассер) 4:3
- СК «Динамо» (Берлін) — «Динамо» (Вайсвассер) 4:11
- СК «Динамо» (Берлін) — «Динамо» (Вайсвассер) 5:3
- СК «Динамо» (Берлін) — «Динамо» (Вайсвассер) 4:4